# Tommaso Cornelio

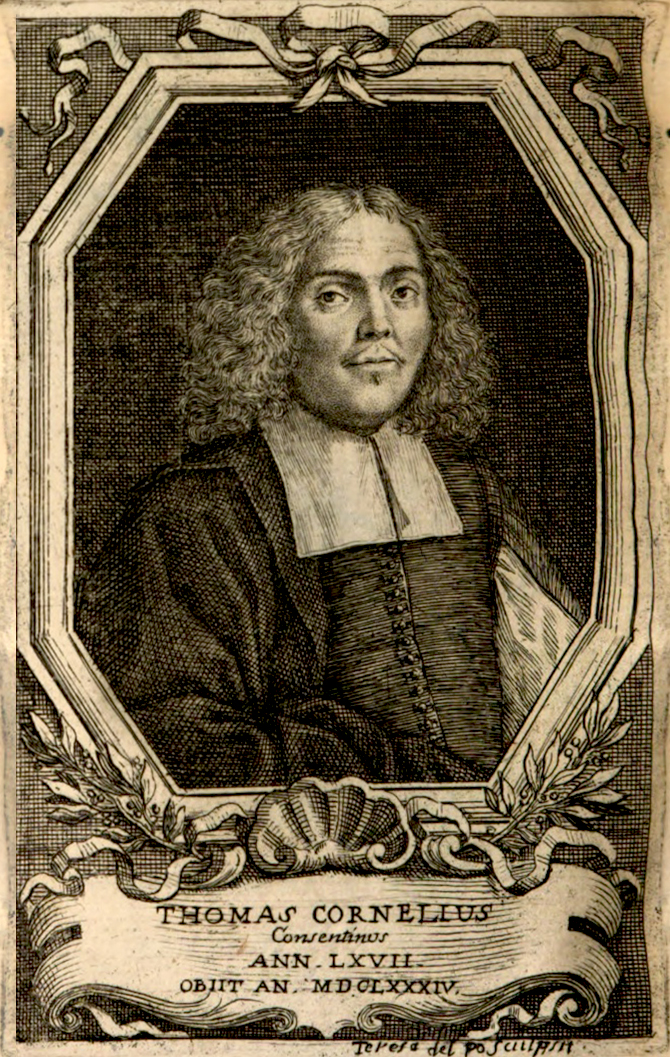
Ritratto di Tommaso Cornelio, 1688

Tommaso Cornelio (Rovito, 1614 – Napoli, 28 novembre 1684) è stato un medico, matematico e filosofo italiano, protagonista della rivoluzione scientifica del secolo XVII nel Regno di Napoli.

## Biografia
Tommaso Cornelio nacque in Calabria, dove poté formarsi alla scuola cosentina sulle teorie anti-aristoteliche di Bernardino Telesio, molto studiato nell'Accademia del capoluogo della Calabria Citeriore.
È una delle principali personalità che introdussero il pensiero moderno e scientifico nella penisola italiana e nel regno di Napoli. Studiò medicina a Roma, dove entrò a contatto con la cultura scientifica dell'Italia rinascimentale, approfondendo e facendo proprie molte tesi galileiane, conobbe il naturalismo telesiano e campanelliano, di cui fu erede il suo maestro Marco Aurelio Severino.
Appena rientrò a Napoli divenne professore di matematica e medicina teoretica: nella capitale del sud portò la filosofia di Cartesio e di Gassendi. Al 1663 risale la sua opera principale, i Progymnasmata physica, in cui sono esposte le sue teorie matematiche e filosofiche.

## Opere
- Progymnasmata physica

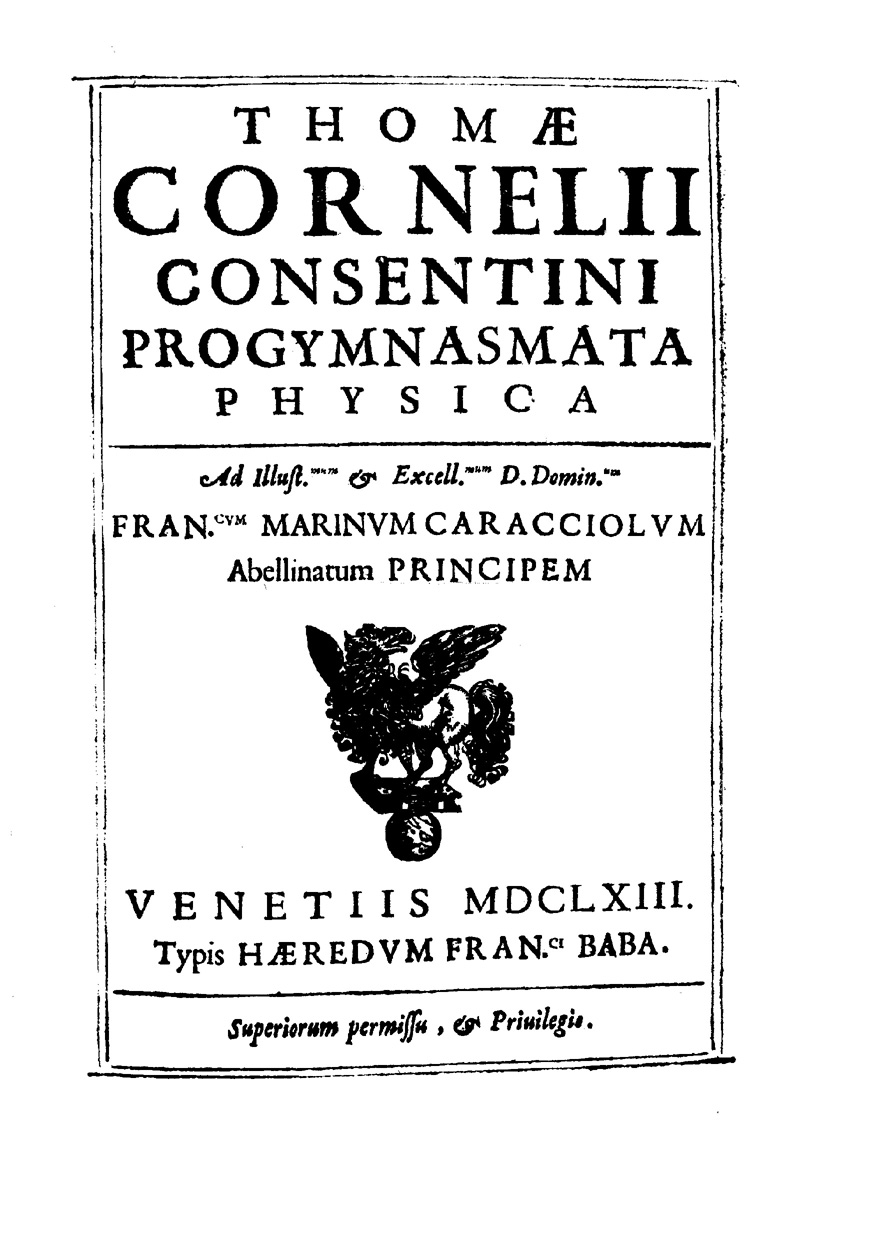
Progymnasmata physica, 1688

- Ad illustriss. marchionem Marcellum Crescentium epistola...
- De cognatione aëris et aquae. Ad Marcum Aurelium Severinum epistola

### Edizioni
- (LA) Progymnasmata physica, Venezia, Francesco Baba, eredi, 1663.
- (LA) Progymnasmata physica, Napoli, Giacomo Raillard, 1688.